# Rubite
Rubite er en by og kommune i det sydøstlige Spanien i provinsen Granada. Den har et indbyggertal på 426 (2024) indbyggere.